# Miconia zemurrayana
Miconia zemurrayana là một loài thực vật có hoa trong họ Mua. Loài này được Standl. & L.O. Williams mô tả khoa học đầu tiên năm 1950.